# Vierentwintigstippelig lieveheersbeestje
Het vierentwintigstippelig lieveheersbeestje (Subcoccinella vigintiquatuorpunctata) is een kever uit de familie van de lieveheersbeestjes (Coccinellidae). De wetenschappelijke naam van de soort werd in 1758 als Coccinella vigintiquatuorpunctata gepubliceerd door Carl Linnaeus.
De volwassen kever wordt 3 tot 4 mm lang en is oranjebruin, met bruine kop en heeft een zeer variabel stippenpatroon met vierentwintig stippen. Op de dekschilden zitten kleine haartjes. Soms kan verwarring ontstaan met het onbestippeld lieveheersbeestje, dat echter een zwarte kop heeft. De kever leeft van kruidachtige planten, bijvoorbeeld klaver en luzerne, maar wordt in Nederland vooral op dagkoekoeksbloem aangetroffen. De nerven van het blad en de onderste bladlaag worden niet gegeten. Wijfjes leggen zo'n 200 tot 300 eitjes in kleine groepjes. De larven leven op de onderzijde van het blad.
De soort komt verspreid over het Palearctisch gebied voor. De soort is als exoot ook in Noord-Amerika wijdverbreid geraakt.

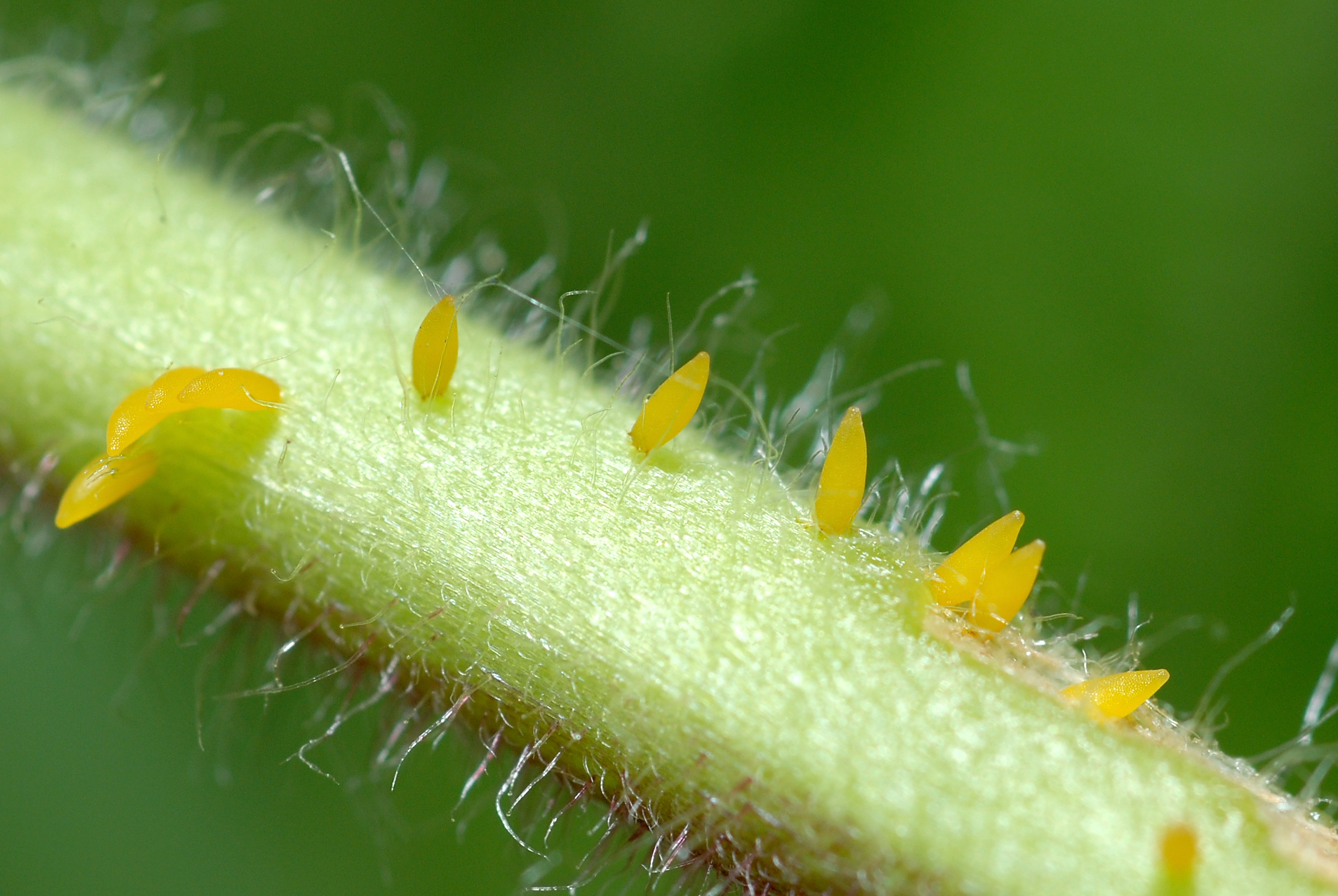
Eitjes
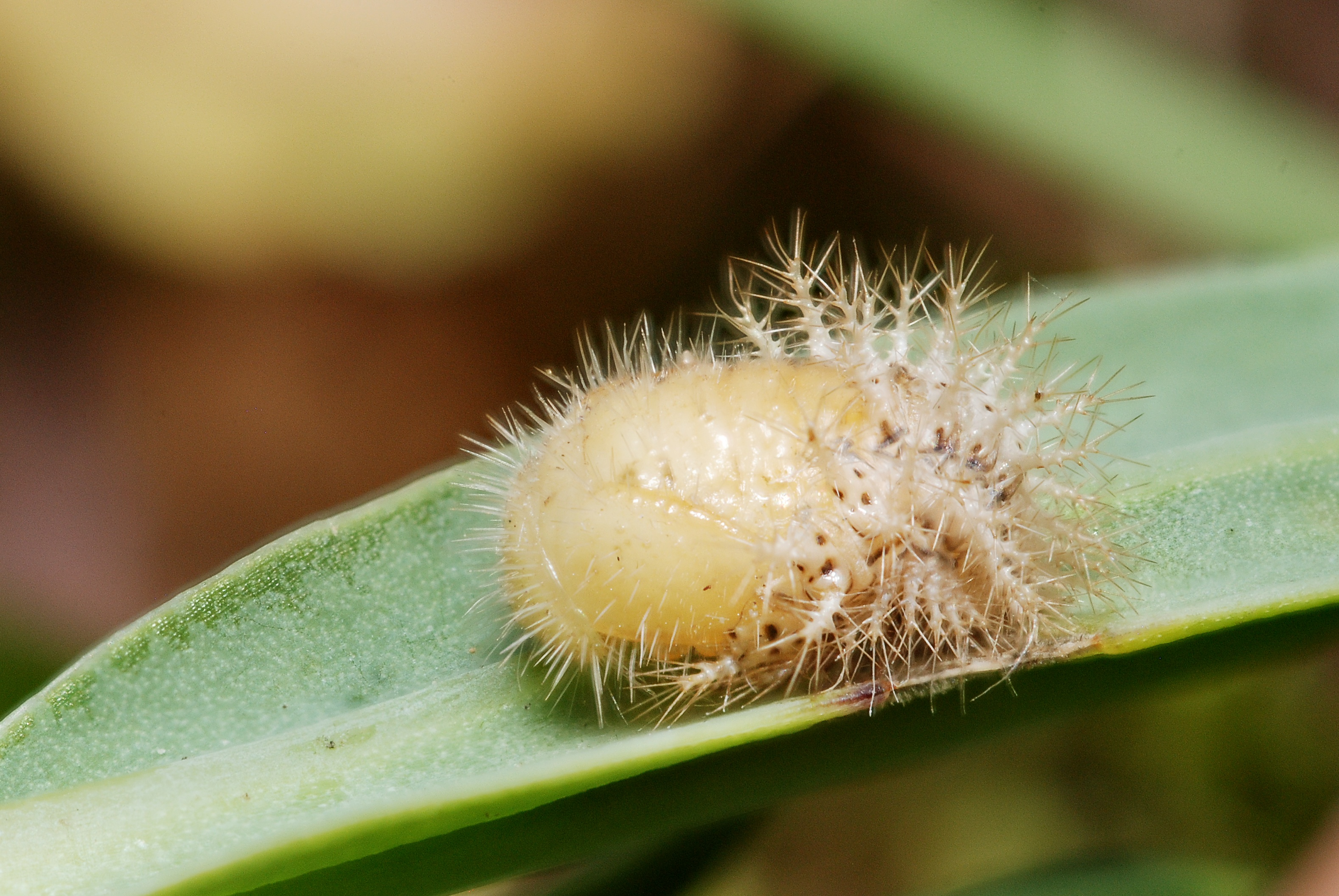
Pop